# 도카이 대학 유도부
도카이 대학 유도부(일본어: 東海大学柔道部)는 일본 가나가와현에 위치한 사립 대학인 도카이 대학의 유도부이다.

## 상세
고쿠시칸 대학, 쓰쿠바 대학과 더불어 일본 최고 수준이라는 평가를 받고 있다. 부원생 대부분이 무도학과 소속 재학생이며, 일본 전국에 포진해있는 도카이 대학 부속 고등학교나 타 명문 고교 출신 등 유도에 일가견이 있는 학생들이 전국 단위로 모여있다. 캠퍼스가 가나가와현 쇼난시에 위치해 있지만 규슈 및 홋카이도에서도 매년 진학자가 나올 정도의 명성을 자랑한다. 한 때 무력으로 도쿄도를 두려움으로 떨게 만들었던 범죄자 미야노 히로시 역시 유도 명문인 도카이 대학 부속 고등학교 출신이다.

## 주요 수상 기록
- 전일본학생유도우승대회 역대 입상 횟수는 남성부 총 214회, 여성부 104회이며, 우승 횟수로는 남성부 67회, 여성부는 38회를 기록 중에 있다.

## 주요 출신 인물
- 나가야마 류주
- 무라오 산시로
- 아라이 도타
- 에런 울프
- 이노우에 고세이
- 다카토 나오히사
- 하가 류노스케